# Maria Jezierska-Madziar
Maria Anna Jezierska-Madziar (ur. 26 marca 1940 w Bochum, zm. 15 maja 2012 w Poznaniu) – polska hydrobiolożka i ichtiolożka.

## Życiorys
W 1959 ukończyła Liceum Pedagogiczne w Lesznie, a w 1965 studia na Wydziale Biologii i Nauk o Ziemi UAM (praca magisterska: Wpływ moczenia nasion bobiku na zawartość w wodzie kwasu mlekowego i alfaketokwasów). W latach 1969–1971 studiowała na studium podyplomowym Ochrona wód przed zanieczyszczeniem (Politechnika Wrocławska). Doktorem została w 1976 na Wyższej Szkole Rolniczej w Poznaniu (praca: Autekologia larw Chironomidae w litoralu jezior konińskich), a habilitowała się w 1996 na podstawie rozprawy Wpływ sposobu wytwarzania pasz i poziomów intensyfikacji produkcji karpia na stopień zanieczyszczenia wód produkcyjnych, a także ogólnego dorobku naukowego. 22 stycznia 2007 została profesorem nauk rolniczych. 
Od 1966 do 1972 pracowała w Laboratorium Badania Wody i Ścieków w Poznaniu. Kierowała tam pracownią hydrobiologiczno-bakteriologiczną. W latach 1976–1977 kierowała Oddziałem Ochrony Wód w Ośrodku Badań i Kontroli Środowiska w Poznaniu. Od 1977 do 2007 pracowała w Katedrze Rybactwa Śródlądowego i Akwakultury Akademii Rolniczej w Poznaniu. Odbywała staże w Niemczech i Szwajcarii, gdzie zapoznawała się z intensywnym chowem ryb, zwłaszcza karpi i pstrągów. 
Zmarła po długiej chorobie. Pochowana została na cmentarzu parafialnym św. Jana Vianneya w Poznaniu.

## Zainteresowania
Do jej głównych zainteresowań należała następująca tematyka:
- zmiany warunków abiotycznych i biotycznych środowisk wodnych,
- ochrona ryb ginących, a zwłaszcza głowacicy, sielawy, siei, lipienia, szczupaka i suma,
- technologia wytwarzania pasz dla ryb,
- kierunki modernizacji metod chowu i hodowli ryb przyjaznych środowisku, nieskutkujących zanieczyszczeniami (badania w dużym stopniu pionierskie),
- badania starorzeczy, oczek wodnych i małych zbiorników śródpolnych[2].

## Osiągnięcia
Wydała około sto pozycji naukowych, w tym książkę naukową, 47 oryginalnych prac twórczych, osiem monografii, dwa patenty i 21 opracowań wdrożeniowych. Szczególnie cenna była monografia z 2005 – Starorzecza jako istotny element ekosystemu rzecznego. W 2004 była inicjatorką zwołania Krajowej Konferencji Naukowej dotyczącej starorzeczy.
Otrzymała Nagrodę Zespołową Ministra Nauki, Szkolnictwa Wyższego i Techniki, Nagrodę Zespołową Wojewody Poznańskiego i trzy nagrody rektora Akademii Rolniczej w Poznaniu.